# Grand Prix moto d'Indianapolis

Tracé du circuit de 2008 à 2013.

Le Grand Prix moto d'Indianapolis de vitesse moto est une ancienne épreuve du championnat du monde de vitesse moto qui se déroulait sur le célèbre Indianapolis Motor Speedway, aux États-Unis.
La première édition a eu lieu le 14 septembre 2008 : l'épreuve MotoGP a été interrompue au 20e tour par les fortes pluies et le vent associés au passage de l'ouragan Ike et n'a pas repris. L'épreuve des 250 cm³ a été annulée.
La dernière édition a eu lieu en 2015.

## Palmarès

### Par saison
| Année | Circuit      | 125 cm³                 | 250 cm³                   | MotoGP                   | Rapport |
| ----- | ------------ | ----------------------- | ------------------------- | ------------------------ | ------- |
| 2008  | Indianapolis | Nicolas Terol (Aprilia) | Annulé                    | Valentino Rossi (Yamaha) | Rapport |
| 2009  | Indianapolis | Pol Espargaro (Derbi)   | Marco Simoncelli (Gilera) | Jorge Lorenzo (Yamaha)   | Rapport |
| Année | Circuit      | 125 cm³                 | Moto2                     | MotoGP                   | Rapport |
| 2010  | Indianapolis | Nicolás Terol (Aprilia) | Toni Elías (Moriwaki)     | Dani Pedrosa (Honda)     | Rapport |
| 2011  | Indianapolis | Nicolás Terol (Aprilia) | Marc Márquez (Suter)      | Casey Stoner (Honda)     | Rapport |
| Année | Circuit      | Moto3                   | Moto2                     | MotoGP                   | Rapport |
| 2012  | Indianapolis | Luis Salom (Kalex)      | Marc Márquez (Suter)      | Dani Pedrosa (Honda)     | Rapport |
| 2013  | Indianapolis | Álex Rins (KTM)         | Esteve Rabat (Kalex)      | Marc Márquez (Honda)     | Rapport |
| 2014  | Indianapolis | Efren Vazquez (Honda)   | Mika Kallio (Kalex)       | Marc Márquez (Honda)     | Rapport |
| 2015  | Indianapolis | Livio Loi (Honda)       | Alex Rins (Kalex)         | Marc Márquez (Honda)     | Rapport |

### Multiples vainqueurs (pilote)
| Nbre de victoires | Pilote        | Victoires | Victoires        |
| Nbre de victoires | Pilote        | Catégorie | Années gagnées   |
| ----------------- | ------------- | --------- | ---------------- |
| 5                 | Marc Márquez  | MotoGP    | 2013, 2014, 2015 |
| 5                 | Marc Márquez  | Moto2     | 2011, 2012       |
| 3                 | Nicolás Terol | 125 cm³   | 2008, 2010, 2011 |
| 2                 | Dani Pedrosa  | MotoGP    | 2010, 2012       |
| 2                 | Alex Rins     | Moto2     | 2015             |
| 2                 | Alex Rins     | Moto3     | 2013             |

### Multiples vainqueurs (constructeur)
| Nbre de victoires | Constructeur | Victoires | Victoires                          |
| Nbre de victoires | Constructeur | Catégorie | Année gagnée                       |
| ----------------- | ------------ | --------- | ---------------------------------- |
| 8                 | Honda        | MotoGP    | 2010, 2011, 2012, 2013, 2014, 2015 |
| 8                 | Honda        | Moto3     | 2014, 2015                         |
| 4                 | Kalex        | Moto2     | 2013, 2014, 2015                   |
| 4                 | Kalex        | Moto3     | 2012                               |
| 3                 | Aprilia      | 125 cm³   | 2008, 2010, 2011                   |
| 2                 | Yamaha       | MotoGP    | 2008, 2009                         |
| 2                 | Suter        | Moto2     | 2011, 2012                         |